# Pipeline XML
Un pipeline XML, ou chaîne de transformation XML, représente la mise bout à bout de transformation XML, avec éventuellement en bout de chaîne, une transformation finale vers un format quelconque (dialecte XML, HTML, texte, etc.).

## Outils
Il existe sur le marché énormément d'outils de modélisation de chaîne de transformation XML :
- (fr) Cocoon de la fondation Apache
- (en) SXPipe, Simple XML pipeline,
- (en) La note W3C du 28 février 2002 : XML Pipeline Definition Language Version 1.0
- (en) XML Pipeline Language (XPL) Version 1.0, un nouveau langage proposé au W3C le 11 avril 2005
- (en) Jelly de la fondation Apache

## Tutorial
- (en) Une introduction à  XML Pipeline Definition Language (XPL)